# دان لوزون
دانيال جيمس لوزون (بالإنجليزية: Daniel James Lauzon؛ مواليد 30 مارس 1988) هو مُقاتل فنون قتالية مختلطة أمريكي سابق.

## وصلات خارجية
- دان لوزون على موقع يو إف سي (الإنجليزية)
- دان لوزون على موقع شيردوغ (الإنجليزية)
- دان لوزون على موقع IMDb (الإنجليزية)
- دان لوزون على موقع قاعدة بيانات الفيلم (الإنجليزية)